# Дейв Галлідей
Дейв Галлідей (англ. Dave Halliday, нар. 11 грудня 1901, Дамфріс — пом. 8 січня 1970, Дамфріс) — шотландський футболіст, що грав на позиції нападника. У чемпіонатах Англії і Шотландії, він забив понад 300 голів. Двічі був найкращим у списку бомбардирів (1924 року у чемпіонаті Шотландії з «Данді», а 1929 року в Англії з «Сандерлендом»). Увійшов в історію як один з найкращих гравців в історії «Сандерленда»: в кожному сезоні, проведеному за цей клуб, він забивав понад 35 голів.
По завершенні ігрової кар'єри — футбольний тренер. Протягом 17 років був головним тренером «Абердина», який привів до першого чемпіонства у 1955 році, а також вигравав з клубом перший національний кубок у 1947 році.

## Ігрова кар'єра
Дейв Галлідей народився 11 грудня 1901 року в Дамфрісі. Закінчив початкову школу Ноублгілл, під час навчання в якій почав займатися футболом у дитячих командах. Середню освіту закінчив у Дамфріській академії. Він планував стати автомеханіком, тому поступив на завод автовиробника «Arrol-Johnston» учнем. На заводі поєднував навчання з грою за заводську команду, яка разом з двома іншими командами об'єдналася 21 березня 1919 року в команду «Квін оф зе Саут».
У дорослому футболі дебютував 1920 року виступами за «Сент-Міррен», в якому провів один сезон, взявши участь у 13 матчах чемпіонату.
З 1921 по 1925 рік грав у складі «Данді». Тут він став одним із найбільш результативних центральних нападників і в сезоні 1923/24 став найкращим бомбардиром чемпіонату Шотландії з 38 голами у 36 матчах. В наступному сезоні він з «Данді» грав у фіналі Кубка Шотландії, де вони програли матч «Селтіку» (1:2). Всього ж Галлідей забив 90 голів в 126 матчах за «Данді» в чемпіонаті.
Влітку 1925 року Галлідей за 4 тисячі фунтів перейшов в англійський «Сандерленд», де мав замінити легенду і найкращого бомбардира клубу Чарлі Б'юкена, що перебрався в «Арсенал». Галлідей зміг замінити Б'юкена, ставши новим найкращим голеадором клубу. Він забивав понад 35 голів у кожному з чотирьох повних сезонів, проведених в «Сандерленді». Його 43 голи в 42 матчах у сезоні 1928/29 зробили його найкращим бомбардиром у Першому дивізіоні Англії того сезону. Крім того, ця кількість голів, забитих одним гравцем в сезоні, досі залишається найбільшою в історії клубу.
Також Галлідей забив свої перші 100 голів за «Сандерленд» всього за 101 матч, що теж є абсолютним рекордом клубу. Загалом Дейв має найкращий показник у співвідношенні ігор та голів серед усіх гравців «Сандерленда» в історії клубу: 165 голів у 175 іграх (156 голів у 166 іграх чемпіонату, і 9 у 9 Кубка Англії), що є в середньому 0,943 гола за гру. Також Галлідей забив більше хет-триків (12), ніж будь-який інший гравець «Сандерленда», і тричі робив у матчах «покер». Лише Чарлі Б'юкен і Боббі Гарні, забили більше голів за клуб, ніж Галлідей. Проте вони провели в «Сандерленді» більшу частину кар'єри, на відміну від Дейва, що провів тут лише 4,5 сезони.
Проте, незважаючи на особисті досягнення, на клубному рівні з «Сандерлендом» він не зумів досягти високих результатів, займаючи лише третє місце в чемпіонаті у сезонах 1925/26 і 1926/27.
У другій половині 1929 року Галлідей перейшов в лондонський «Арсенал», але не зміг виграти конкуренцію в основі у головного нападника клубу Джека Ламберта. Галлідей дебютував за «канонірів» в матчі проти «Бірмінгем Сіті» 9 листопада 1929 року. Всього ж Дейв забив за лондонців порівняно невелике число м'ячів у сезоні 1929/30 — 8 голів в 15 іграх, у тому числі чотири в грі проти «Лестер Сіті» (6:6). Тим не менш, він не був включений в заявку на фінальний матч Кубка Англії 1930 року, де «Арсенал» здобув свій перший великий трофей, а один з голів забив Ламберт.
Через це в листопаді 1930 року, всього через рік після переходу в «Арсенал», Галлідей був проданий в «Манчестер Сіті» за плату в розмірі £ 5 700. У складі «містян» Дейв відновив свою форму, забивши 47 голів в 76 матчах чемпіонату, а також чотири голи в шести матчах національного кубку. В січні 1932 року Галлідей забив хет-трик у ворота колишнього клубу «Сандерленд», причому зробив це всього за десять хвилин. Проте шотландський форвард знову не потрапив в заявку на фінал Кубка Англії 1933 року, який Сіті програв «Евертону» (0:3).
Протягом 1933–1935 років захищав кольори клубу «Клептон Орієнт», де він також був основним бомбардиром, забивши 33 голи в 53 матчах.
Завершив професійну ігрову кар'єру у клубі «Йовіл Таун», де працював протягом 1935–1937 років граючим тренером.

## Кар'єра тренера
Після недовгої роботи граючим тренером в «Йовіл Таун», 22 грудня 1937 року Галлідей був призначений менеджером «Абердина». Під його керівництвом клуб у 1947 році виграв Кубок Шотландії, який став першим трофеєм в історії команди. Після цього 1952 і 1953 року команда ще двічі доходила до фіналу кубка, але виграти його не змогла, проте 1955 року команда під керівництвом Галлідея несподівано вперше в своїй історії виграла чемпіонат Шотландії.
Після чемпіонства Галлідей покинув клуб і став менеджером «Лестер Сіті». У сезоні 1956/57 Галлідей з командою виграв Другий дивізіон і вийшов до англійської еліти. Хоча Галлідей покинув тренерську роботу в 1958 році, підвищення 1957 року стало найдовшим періодом виступів клубу у вищому дивізіоні в історії, який закінчився лише через 12 сезонів у 1969 році.
Помер Дейв Галлідей 8 січня 1970 року на 69-му році життя у місті Дамфріс.

## Статистика

### Ігрова
| Клуб              | Сезон       | Чемпіонат | Чемпіонат | Кубок | Кубок | Всього | Всього |
| Клуб              | Сезон       | Матчі     | Голи      | Матчі | Голи  | Матчі  | Голи   |
| ----------------- | ----------- | --------- | --------- | ----- | ----- | ------ | ------ |
| «Квін оф зе Саут» | 1919/20     | 19        | 13        | 0     | 0     | 19     | 13     |
| «Сент-Міррен»     | 1920/21     | 13        | 2         | 0     | 0     | 13     | 2      |
| «Данді»           | 1921/22     | 28        | 23        | 3     | 2     | 31     | 25     |
| «Данді»           | 1922/23     | 26        | 10        | 8     | 5     | 34     | 15     |
| «Данді»           | 1923/24     | 36        | 38        | 3     | 1     | 39     | 39     |
| «Данді»           | 1924/25     | 36        | 19        | 7     | 5     | 43     | 24     |
| «Данді»           | За весь час | 126       | 90        | 21    | 13    | 147    | 103    |
| «Сандерленд»      | 1925/26     | 42        | 38        | 4     | 4     | 46     | 42     |
| «Сандерленд»      | 1926/27     | 33        | 35        | 1     | 1     | 34     | 36     |
| «Сандерленд»      | 1927/28     | 38        | 35        | 3     | 4     | 41     | 39     |
| «Сандерленд»      | 1928/29     | 42        | 43        | 1     | 0     | 43     | 43     |
| «Сандерленд»      | 1929/30     | 11        | 4         | 0     | 0     | 11     | 4      |
| «Сандерленд»      | За весь час | 166       | 155       | 9     | 9     | 175    | 164    |
| «Арсенал»         | 1929/30     | 15        | 8         | 0     | 0     | 15     | 8      |
| «Манчестер Сіті»  | 1930/31     | 24        | 14        | 1     | 0     | 25     | 14     |
| «Манчестер Сіті»  | 1931/32     | 40        | 28        | 5     | 4     | 45     | 32     |
| «Манчестер Сіті»  | 1932/33     | 8         | 3         | 0     | 0     | 8      | 3      |
| «Манчестер Сіті»  | 1933/34     | 4         | 2         | 0     | 0     | 4      | 2      |
| «Манчестер Сіті»  | За весь час | 76        | 47        | 6     | 4     | 82     | 51     |
| «Клептон Орієнт»  | 1933/34     | 21        | 19        | 1     | 0     | 22     | 19     |
| «Клептон Орієнт»  | 1934/35     | 32        | 14        | 2     | 3     | 34     | 17     |
| «Клептон Орієнт»  | За весь час | 53        | 33        | 3     | 3     | 56     | 36     |
| За весь час       | За весь час | 468       | 340       | 39    | 29    | 492    | 369    |

### Тренерська
| Клуб          | З    | По   | Результати | Результати | Результати | Результати | Результати |
| Клуб          | З    | По   | І          | В          | Н          | П          | В%         |
| ------------- | ---- | ---- | ---------- | ---------- | ---------- | ---------- | ---------- |
| «Йовіл Таун»  | 1935 | 1937 |            |            |            |            |            |
| «Абердин»     | 1937 | 1955 | 386        | 188        | 65         | 133        | 48.7       |
| «Лестер Сіті» | 1955 | 1958 | 145        | 64         | 27         | 54         | 44.14      |

## Досягнення

### Клубні
- Володар Кубка Англії: 1930

### Тренерські
- Чемпіон Шотландії: 1955
- Володар Кубка Шотландії: 1947
- Переможець Другого дивізіону Англії: 19567

### Індивідуальні
- Найкращий бомбардир чемпіонату Шотландії: 1924 (38 голів)
- Найкращий бомбардир чемпіонату Англії: 1929 (43 голи)